# Diepzeekwabben
Diepzeekwabben (Ateleopodiformes) vormen een kleine orde van straalvinnigen. Het is ook de naam van de enige familie (Ateleopodidae) binnen deze orde met ongeveer twaalf soorten in vier geslachten.

## Kenmerken
Ateleopodiformes zijn diepzeevissen. Hun skeletten bestaan voornamelijk uit kraakbeen, hoewel het echte beenvissen zijn en niet verwant aan de kraakbeenvissen. Ze worden aangetroffen in de Caribische Zee, het oosten van de Atlantische Oceaan en in het Indo-Pacifisch gebied. De meeste soorten zijn vrij onbekend.

## Taxonomie
De volgende soorten worden onderscheiden:
- Familie: Ateleopodidae
  - Geslacht: Ateleopus
  - Geslacht: Guentherus
  - Geslacht: Ijimaia
  - Geslacht Parateleopus